# Paul Scheffer Boichorst
Pour les articles homonymes, voir Scheffer.
Paul Scheffer-Boichorst, né le 25 mai 1843 à Elberfeld (province de Rhénanie) et mort le 17 janvier 1902 à Berlin, est un médiéviste allemand.

## Biographie
Il étudie aux universités d'Innsbruck, de Göttingen et de Berlin et obtient son doctorat à l’Université de Leipzig en 1867. Plus tard, il travaille pour le Monumenta Germaniae Historica à Berlin. En 1875, il devient professeur d’histoire à l’Université de Giessen pour devenir pendant toute l’année professeur à temps plein à Strasbourg jusqu'en 1890 avant de retourner à Berlin.
Il fait partie de l'Académie royale des sciences de Prusse. C'est entre 1891 et 1902, qu'il devient membre de la direction centrale du Monumenta Germaniae Historica. Il lui est demandé de se concentrer sur la reconstruction des Annales Patherbrunnenses.

## Literatur
- Ernst Dümmler: Gedächtnissrede auf Paul Scheffer-Boichorst (= Abhandlungen der Königlich-Preußischen Akademie der Wissenschaften. 1902, Rede 1. Verlag der Königlichen Akademie der Wissenschaften, Berlin 1902, Digitalisat.
- Ernst Dümmler: [Nachruf Paul Scheffer-Boichorst]. Dans: Neues Archiv der Gesellschaft für ältere deutsche Geschichtskunde (de). Vol. 27, 1902, p. 768–770, Digitalisat.
- Karl Hampe: Paul Scheffer-Boichorst. Dans: Historische Vierteljahrschrift. Vol. 5, 1902, p. 280–290, Digitalisat.
- Hermann Reincke-Bloch (de): Paul Scheffer-Boichorst. (25. Mai 1843 – 17. Januar 1902.). Dans: Historische Zeitschrift. Vol. 89, 1902, p. 54–71, JSTOR:27600689.
- Max Braubach: Paul Scheffer-Boichorst und Aloys Schulte. Zwei deutsche Historiker in ihren menschlichen und wissenschaftlichen Beziehungen. Dans: Archiv für Kulturgeschichte (de). Vol. 40, 1958, p. 97–121, DOI 10.7788/akg-1958-jg04.
- Paul Scheffer-Boichorst. Dans: Rudolf Vierhaus (dir.): Deutsche Biographische Enzyklopädie. Volume 8: Poethen – Schlüter. 2., überarbeitete und erweiterte Ausgabe. Saur, München 2007,  (ISBN 978-3-598-25038-5), p. 789.